# Municipio de Warren (condado de Tuscarawas)
El municipio de Warren (en inglés: Warren Township) es un municipio ubicado en el condado de Tuscarawas en el estado estadounidense de Ohio. En el año 2010 tenía una población de 1179 habitantes y una densidad poblacional de 20,29 personas por km².

## Geografía
El municipio de Warren se encuentra ubicado en las coordenadas 40°31′1″N 81°17′34″O / 40.51694, -81.29278. Según la Oficina del Censo de los Estados Unidos, el municipio tiene una superficie total de 58.1 km², de la cual 56,41 km² corresponden a tierra firme y (2,91 %) 1,69 km² es agua.

## Demografía
Según el censo de 2010, había 1179 personas residiendo en el municipio de Warren. La densidad de población era de 20,29 hab./km². De los 1179 habitantes, el municipio de Warren estaba compuesto por el 98,47 % blancos, el 0,59 % eran afroamericanos, el 0,08 % eran amerindios y el 0,85 % eran de una mezcla de razas. Del total de la población el 0,76 % eran hispanos o latinos de cualquier raza.